# Divine surprise

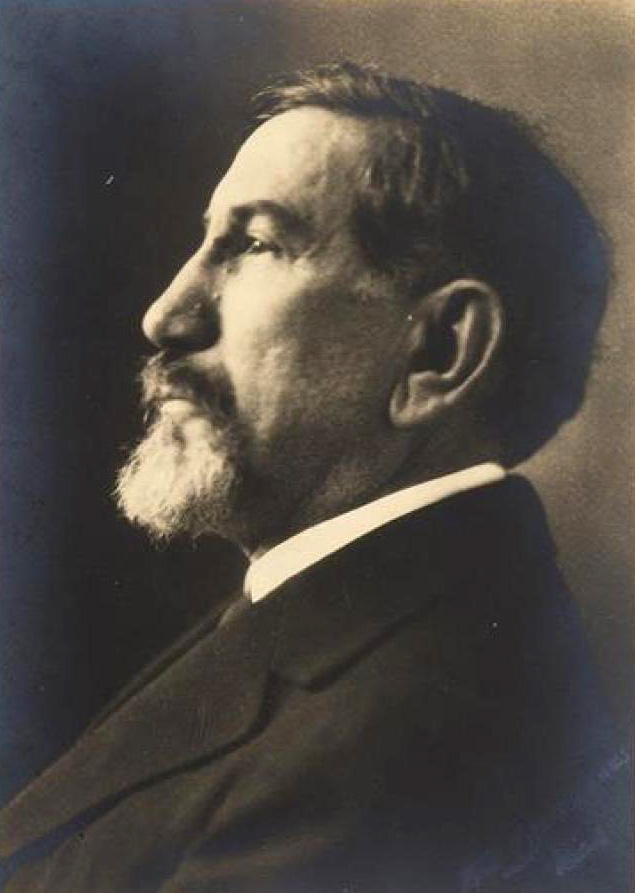
Charles Maurras (1868-1952).

La « divine surprise » est une expression employée par le journaliste et homme politique français Charles Maurras, directeur de L'Action française. La formule saluait originellement l'accession au pouvoir du maréchal Pétain le 11 juillet 1940. De nos jours, elle sert surtout à insister sur le caractère inattendu et sidérant d'un événement.

## Présentation

### Contexte
Le vote des pleins pouvoirs constituants à Philippe Pétain a lieu le 10 juillet 1940. Le lendemain, Pétain se proclame chef de l'État français et s'arroge tous les pouvoirs. Il proclame la Révolution nationale, saluée par Maurras dès juillet 1940.
La formule « divine surprise » est écrite pour la première fois par Maurras dans l'hebdomadaire  Candide du 15 janvier 1941 pour saluer comme une « divine surprise » l'arrivée du maréchal Pétain au pouvoir d'un État « dont les Juifs et les Métèques ne seraient plus maîtres, ni chefs, ni profiteurs », à la faveur du « suicide » de la démocratie républicaine en juillet 1940,. Il développe ensuite cette formule dans Le Petit Marseillais du 9 février 1941,. Il la cite en avril 1941 dans un article de son quotidien, L'Action française, pour en préciser le sens et répondre à des critiques. Enfin, Maurras reprend l'expression dans son livre De la colère à la justice publié en 1942.

### Analyse
L'historien Olivier Dard souligne que l'expression « renvoie non à la défaite et à l'effondrement de la République mais à « celui auquel tout le monde faisait crédit », le Maréchal Pétain ».
Le journaliste François Honti confirme que Maurras ne se réjouit aucunement de la défaite de la France face à l'Allemagne nazie et commente uniquement « le fait que dans leur malheur les Français aient trouvé en Pétain un chef autour de qui ils pouvaient se rassembler ».

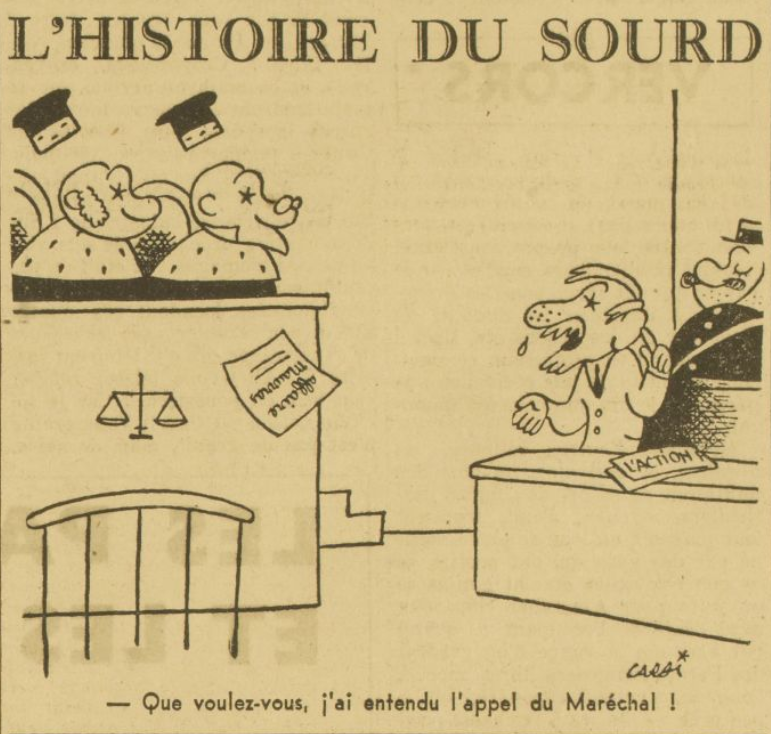
Caricature de Charles Maurras à son procès relative à son pétainisme dans Les Lettres françaises du 20 janvier 1945.

Pour le sociologue Julien Damon, Maurras voyait dans cette accession au pouvoir de Pétain, « une revanche sur la Révolution – selon lui le plus grand malheur de l’histoire, cause principale de la dissolution des liens sociaux – et sur la République – selon lui responsable de tous les maux, en particulier de la défaite de 1940 ».

## Postérité
Cette formule est parfois employée dans le langage courant pour insister sur le caractère inattendu et sidérant d'un événement. À titre d'exemples, la qualification de Mathieu Burgaudeau en troisième place lors du Tour de France 2023 est saluée comme une « divine surprise » dans La Voix du Nord ou encore la victoire de Marketa Vondrousova lors du tournoi de Wimbledon 2023 dans L'Equipe.
En 2002, le critique de cinéma Pierre Murat emploie l'expression maurrassienne dans une critique de l'hypermédiatisation et du matérialisme.
Lors des élections présidentielles de 2022, le journaliste Thomas Legrand l'emploie pour qualifier l'irruption de la candidature d'Éric Zemmour.
Le 4 juillet 2024, le Parti des indigènes de la République présente les émeutes pour Nahel Merzouk comme une « divine surprise, qui remet la question raciale au centre du débat politique »,.